# Sóly megállóhely
Sóly megállóhely egy Veszprém vármegyei megállóhely, amit a GYSEV üzemeltet.
A belterület keleti szélén helyezkedik el, a Séd bal (keleti) parti oldalán, közúti elérését a falun átvezető 7416-os út felől egy önkormányzati fenntartású út (települési nevén Vasút utca) biztosítja.
A vonalon, s így a megállóhelyen a személyforgalom 2007-től szünetel, azóta a megállón csak alkalomszerűen közlekedő tehervonatok haladnak át.

## Áthaladó vasútvonalak
A megállóhelyet a következő vasútvonalak érintik:
- Lepsény–Hajmáskér-vasútvonal

## Kapcsolódó állomások
A megállóhelyhez az alábbi állomások vannak a legközelebb:
- Hajmáskér vasútállomás (Lepsény–Hajmáskér-vasútvonal)
- Vilonya-Királyszentistván megállóhely (Lepsény–Hajmáskér-vasútvonal)

## Forgalom
A megállóhelyen és a rajta áthaladó vasútvonal egy szakaszán a személyszállítás 2007. március 4-e óta szünetel.
Bővebben: 2007-es magyarországi vasútbezárások